# ستيوارت بيتي
ستيوارت بيتي (بالإنجليزية: Stuart Beattie)‏ هو لاعب كرة قدم بريطاني، ولد في 10 يوليو 1967 في Stevenston ‏ في المملكة المتحدة. لعب مع نادي دونكاستر روفرز ونادي رينجرز.